# Zapoteca portoricensis
Zapoteca portoricensis är en ärtväxtart som först beskrevs av Nikolaus Joseph von Jacquin, och fick sitt nu gällande namn av Héctor Manuel Hernández. Zapoteca portoricensis ingår i släktet Zapoteca och familjen ärtväxter.

## Underarter
Arten delas in i följande underarter:
- Z. p. flavida
- Z. p. portoricensis
- Z. p. pubicarpa

## Bildgalleri

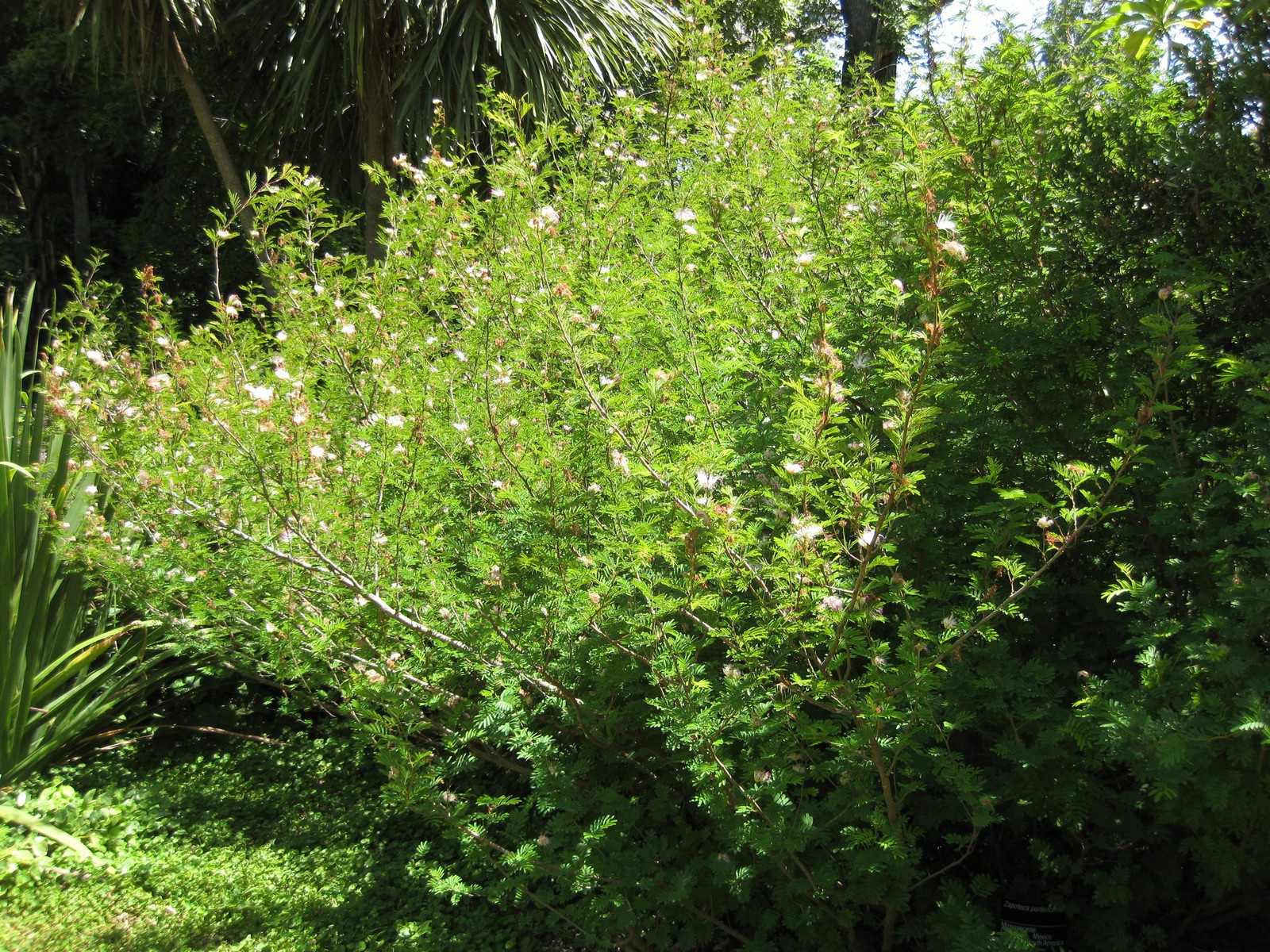
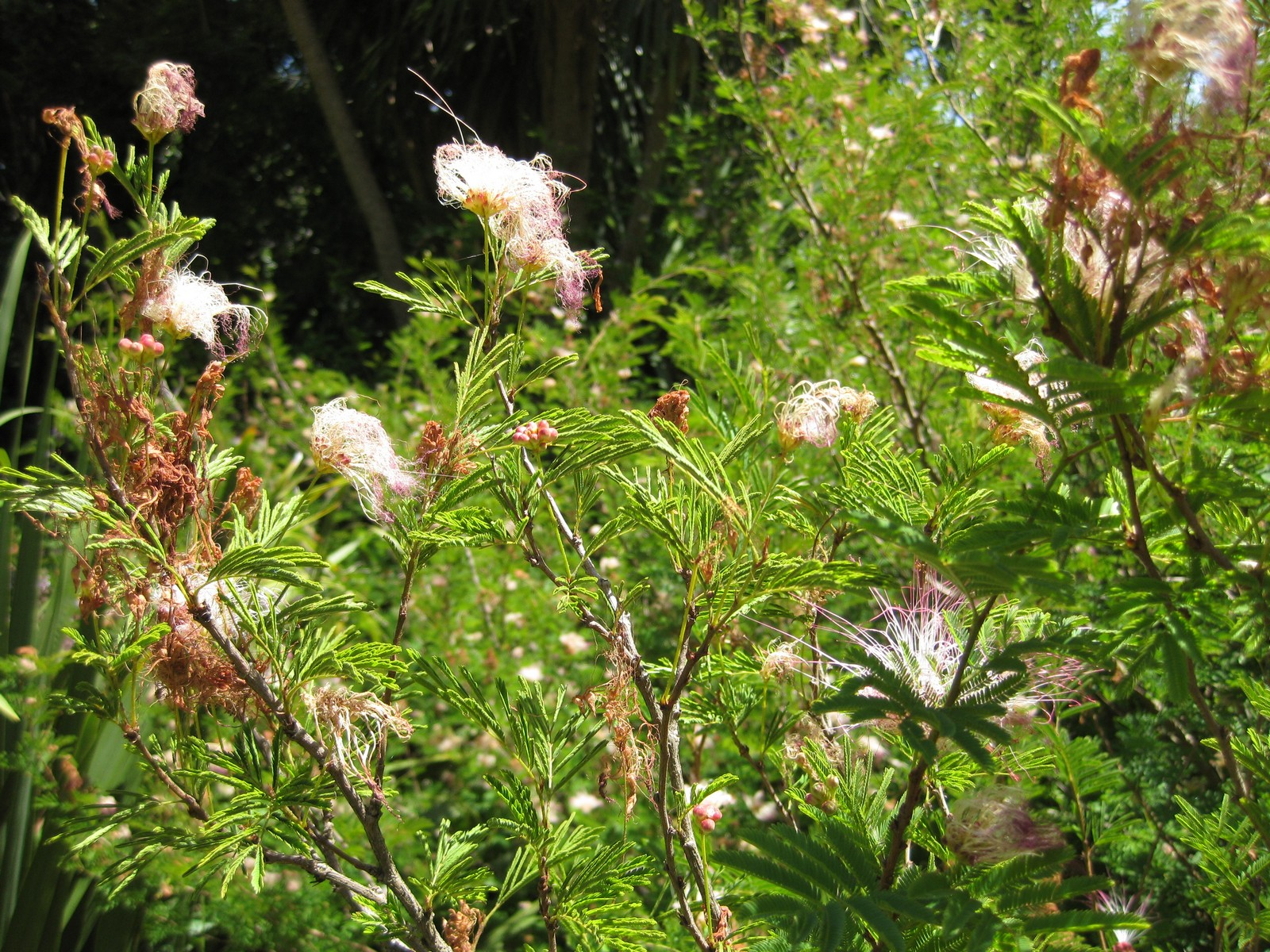
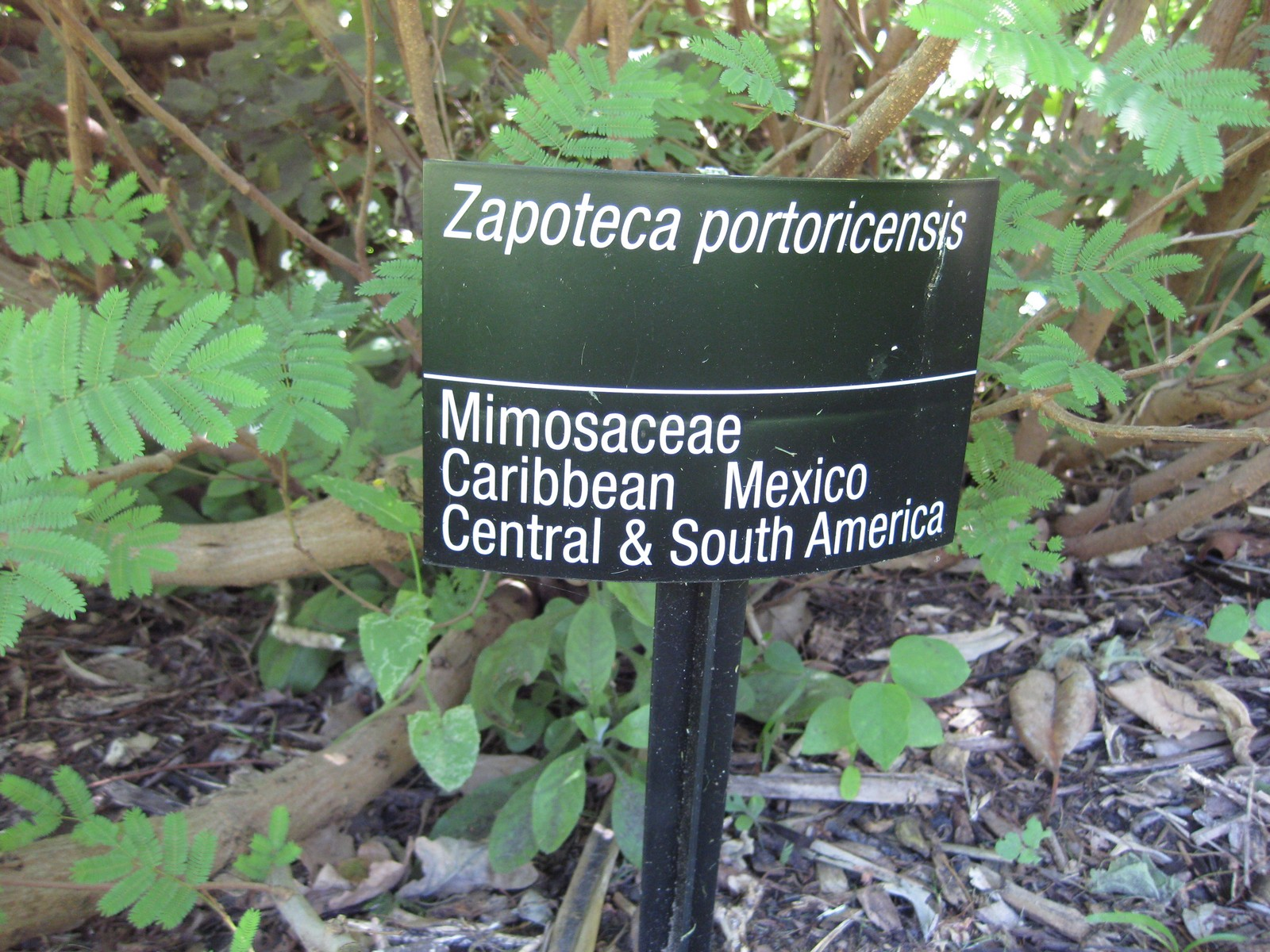